# Man!e
Dennis Rink (Zaandam, 4 februari 1975), beter bekend als MAN!E (voorheen Man!ak), is een Nederlands voormalig rapper, dj en producent. Hij produceerde onder andere het nummer Dansplaat van Brainpower, dat een nummer 1-hit werd in de Nederlandse en Belgische hitparades. Man!e was eveneens lid van de groep ADHD in 2003.

## Biografie
Vanaf 1995 was Man!e actief als club-dj op de verschillende Urban-feesten in Nederland, waar hij onder meer R&B, hiphop, dancehall, reggae, house, 2step en electro draaide.
Naast zijn werkzaamheden als dj, was Man!e ook bekend als rapper. Onder de naam Man!ak bracht hij in 2000 een single uit, getiteld Master. Dit nummer belandde ook op een verzamelalbum van Top Notch, getiteld Alle 13 Dope, een cd waar onder meer ook Extince, Brainpower, U-Niq en Yukkie B op stonden. In 2002 bracht hij nog twee nummers uit, met de titels Mijn Zone en Wat je Wil, die uitkwamen op het verzamelalbum Alle 18 Dope. Na diverse promo- en demoprojecten als rapper en producent raakte dit facet van zijn werkzaamheden in een stroomversnelling toen de door Man!ak geproduceerde Brainpower-single op de nummer 1-positie belandde in diverse Nederlandse en Belgische hitlijsten. Dansplaat stond zowel in de Top 40 als Top 50 vier weken op nummer 1. Man!ak produceerde de helft van Brainpowers tweede album en remixte twee singles van het debuutalbum van Brainpower voor een speciale Lowlands-heruitgave van dit album. Daarnaast produceerde hij vijf nummers op het album van Climax.
Ondertussen bracht hij samen met DJ TLM een aantal mixtapes uit onder de naam Major League 75, waarmee hij actief was vanaf 1999. In 2001 lanceerden zij de website ML75, aanvankelijk als agenda, maar later als een (destijds) populair urban-gemeenschap op het internet. In 2004 werd ML75.nl genomineerd voor een MOBO Award.
Eind 2003 werd de rapformatie ADHD mede opgericht door Man!e. De groep bestond uit Dicecream, Brainpower, Man!ak en DJ TLM. Het album bleek een platform voor opkomende artiesten, zoals Lange Frans, VSOP en Lexay. De rapgroep ADHD bracht twee singles uit, getiteld Beng Je Hoofd en Shouf Shouf Habibi!, de titelsong van de gelijknamige film.

## Discografie

### Albums
- 2000- Man!ak - Promo 2000
- 2004 - ADHD - Aanbevolen Dagelijkse Hoeveelheid Dopeness

### Singles
- 2000 - Man!ak - Master (Rapper)
- 2001 - Brainpower - Dansplaat (Producent)
- 2002 - Brainpower - Schreeuwetuit! (Producent)
- 2003 - DiceCream - Vet Verse Flows (Producent)
- 2004 - Skate the Great - Joyride (Producent)
- 2004 - ADHD - Beng je hoofd (Rapper/producent)
- 2004 - ADHD - Shouf Shouf Habibi! (Rapper/producent)
- 2005 - Brainpower - Even Stil (Producent)
- 2005 - Lexay - Schatje (Producent)
- 2010 - MANIE - Kiesz (Producent)
- 2010 - Lex Boogie - Donna (Producent)
- 2010 - Lex Boogie - Empty (Producent)
- 2010 - MANIE - Let's Hear It (Producent)
- 2010 - MANIE - BlackBerryBitch (Producent)

### Remixen
- 2002 Brainpower - Dansplaat (remix Herman van Veen)
- 2002 Brainpower - Dansplaat (remix Man!ak Bobbelt)
- 2002 Brainpower - De Vierde Kaart (remix)
- 2002 Brainpower - Wat Een Jinx Is (remix Man!ak)
- 2009 DiceCream - Whoop Whoop (remix MAN!E)

### Overig werk
- 2000 - Alle 13 Dope (Verzamelalbum; bijdrage: "Master".)
- 2002 - Alle 18 Dope (Verzamelalbum; bijdrage: "Wat je wil".)
- 2003 - Vet verse flows (Verzamelalbum; bijdrage: "Mijn zone".)
- 2004 - Climax - Hoogseizoen (Album)

### Mixtapes
- 2000 - Major League pt. I (cd)
- 2001 - Major League pt. II (cd)
- 2001 - Major League pt. III (cd)
- 2002 - Major League pt. IV (cd)
- 2003 - ML75.NL Mixtape pt. I (cd)
- 2004 - Can't Knock The Hustle (cd)
- 2005 - ML75.NL Mixtape pt. II (cd)
- 2006 - M! Classix (cd)
- 2010 - M! Classix II (cd/MP3)
- 2006 - New Jack City vol. 1 (cd)
- 2006 - This Is My House (cd)
- 2006 - Sexy R&B pt. 1 (MP3)
- 2006 - Sexy R&B pt. 2 (MP3)
- 2009 - Reunion mixtape pt I (cd/MP3)
- 2009 - Kapot Lekker vol. 1 (cd/MP3)
- 2009 - Kapot Lekker vol. 2 (cd/MP3)
- 2009 - Dit Is Mijn Visitekaartje (cd/MP3)
- 2010 - Kapot Lekker vol. 3 (cd/MP3)
- 2010 - Kapot Lekker vol. 4 (cd/MP3)al Hot
- 2010 - Oldschool Anthems vol. 1 (cd/MP3)
- 2010 - Oldschool Anthems vol. 2 (cd/MP3)
- 2010 - Oldschool Anthems vol. 3 (cd/MP3)
- 2010 - Oldschool Anthems vol. 4 (cd/MP3)
- 2010 - Oldschool Anthems vol. 6 (cd/MP3)
- 2010 - Oldschool Anthems vol. 7 (cd/MP3)
- 2010 - Sunny Summer Sungs (cd/MP3)
- 2010 - Baby Making vol. 1 (cd/MP3)
- 2010 - Baby Making vol. 2 (cd/MP3)
- 2010 - Baby Making vol. 3 (cd/MP3)
- 2010 - Quality Online mixtape (MP3)
- 2010 - Reunion mixtape pt II (cd/MP3)
- 2010 - Entourage mixtape (cd/MP3)
- 2010 - Real Hot Live (The Mixtape) (cd/MP3)